# Vitalij Fridzon
Vitalij Valerjevitj Fridzon (ryska: Виталий Валерьевич Фридзон), född den 14 oktober 1985 i Klintsy, Ryssland, är en rysk basketspelare som tog OS-brons i herrbasket vid olympiska sommarspelen 2012 i London.